# Associazione Calcio Pavia 1911
El Pavia Calcio 1911 es un club de fútbol de Italia, con sede en Pavía, en Lombardía. Fue fundado el 3 de noviembre de 1911 y refundado en varias ocasiones. Compite en la Serie D, cuarta categoría del fútbol italiano.

## Historia
Fue fundado el 3 de noviembre de 1911 como Pavia Football Club. Nunca han jugado en la Serie A y no juegan en la Serie B desde 1955. En el 2016 fue refundado (por cuarta vez) como Football Club Pavia 1911 Società Sportiva Dilettantistica.

## Palmarés

### Torneos nacionales
- Serie C (1): 1952-53

### Torneos interregionales
- Seconda Divisione (1): 1928-29 (Grupo C)
- Serie C2 (2): 1983-84 (Grupo B), 2002-03 (Grupo A)
- Serie D (3): 1966-67 (Grupo A), 1977-78 (Grupo B), 2000-01 (Grupo B)

### Torneos regionales
- Eccellenza Lombardia (2): 1998-99 (Grupo B), 2024-25 (Grupo A)
- Promozione Lombardia (2): 1914-15, 1976-77 (Grupo C)
- Prima Categoria Lombardia (1): 1960-61 (Grupo E)